# Плоскоходи
Плоскохóди (Platypodinae Shukard, 1840), або ж амброзієві жуки, платиподіни — підродина жуків надродини довгоносикоподібних. Це комахи невеликого розміру (3,5—8 мм завдовжки), із циліндричним, блискучим зовні, темним тілом. Вони мешкають у мертвій деревині і в екосистемах  є важливими  редуцентами.
Найдавніші  плоскоходи знайдені у бурштині з М'янми і датуються крейдяним періодом.

## Зовнішній вигляд
Основні ознаки плоскоходів:
- голова і передньоспинка мають однакову ширину;
- вусики клінчасті, 5–8-членикові, з овальною пласкою булавою;
- боки передньоспинки –із трикутними вирізками для вкладання у них стегон передніх ніг;
- зовнішній край гомілок передніх ніг не зазублений;
- усі лапки 5-членикові тонкі й дуже довгі,  їх 1-й  членик має таку саму довжину, як усі решта, узяті разом, або як гомілка.

## Спосіб життя
Дорослі жуки  здатні літати, мешкають у мертвій або ослабленій деревині.   Вони вигризають у ній тунелі, на стінках яких оселюються гриби з роду Ambrosia.  гіфами цих грибів харчуються їх личинки.  У багатьох видів самка має мікангій – особливу  порожнину (звичайно, у  грудях), у якій зберігаються спори грибів.  Назовні  порожнина відкриваються мікроскопічними отворами, крізь які спори розсіваються. Таким чином, самки «засівають» свої ходи грибами, забезпечуючи личинок їжею.
Личинки заляльковуються в тунелі, дорослі жуки вигризають отвори, виходять назовні і розселюються.
Austroplatypus incompertus єдиний вид серед довгоносикоподібних, у якого  достеменно встановлена еусоціальність.

## Класифікація
Підродину поділяють на три триби і 38 родів .
- Триба Mecopelmini Thompson, 1992
  - Род: Mecopelmus Blackman, 1944
- Триба Platypodini Erichson, 1847
  - Роды: Austroplatypus — Baiocis — Carchesiopygus — Costaroplatus — Crossotarsus — Cylindropalpus — Dendroplatypus — Dinoplatypus — Doliopygus — Epiplatypus — Euplatypus — Megaplatypus — Mesoplatypus — Myoplatypus — Neotrachyostus — Oxoplatypus — Pereioplatypus — Peroplatypus — Platyphysus — Platypus — Teloplatypus — Trachyostus — Treptoplatypus — Triozastus
- Триба Schedlariini Wood & Bright, 1992
  - Род: Schedlarius
- Триба Tesserocerini Strohmeyer, 1914
  - Подтриба Diapodina Strohmeyer, 1914
    - Роды: Diapus — Genyocerus

  - Подтриба Tesserocerina Strohmeyer, 1914
    - Роды: Cenocephalus — Chaetastus — Mitosoma — Notoplatypus — Periommatus — Platytarsulus — Spathicranuloides — Spathidicerus — Tesserocerus — Tesserocranulus

Деякі ентомологи вважають плоскоходів окремою родиною за межами Curculionidae.

## Географічне поширення
Описано приблизно 1400 видів плоскоходів. Більшість з них мешкає у субтропіках та тропіках.   В Західній Палеарктиці мешкає три види плоскоходів >, в Україні лише один з них — плоскохід циліндричний (Platypus cylindrus Fabricius, 1792). Його знайдено в Криму та дев’яти областях України:

## Значення у природі та житті людини
Подібно до інших видів, плоскоходи є невід'ємною ланкою природних екосистем, споживаючи рослинні тканини і інших комах, а також самі стаючи здобиччю тварин — хижаків та паразитів. Деякі види завдають шкоди лісовому господарству  та рослинним запасам та матеріалам, що зберігаються. Ці комахи псують лісоматеріали механічно, а також розносять грибки, які руйнують деревину. Зокрема, в лісах Україны плоскохід на свіжих лісосіках охоче заселює свіжі пні, а коли виходить нове покоління жуків, воно перелітає на найближчі склади деревини і заселяє колоди, вкриті корою.